# Іонине
Іо́нине — село в Україні, у Глухівській міській громаді Шосткинського району Сумської області. Населення становить 110 осіб. До 2020 орган місцевого самоврядування — Семенівська сільська рада.

## Географія
Село Іонине розташоване на правому березі річки Есмань, вище за течією на відстані 1.5 км розташоване село Семенівка, нижче за течією на відстані 3 км розташоване село Перемога. До села примикають великі загати.

## Історія
12 червня 2020 року, відповідно до розпорядження Кабінету Міністрів України № 723-р «Про визначення адміністративних центрів та затвердження територій територіальних громад Сумської області», село увійшло до складу Глухівської міської громади.
19 липня 2020 року, в результаті адміністративно-територіальної реформи та ліквідації Глухівського району, село увійшло до складу новоутвореного Шосткинського району.